# Joachim Hauer
Joachim Hauer (2 febbraio 1991) è un ex saltatore con gli sci norvegese.

## Biografia
Hauer, attivo in gare FIS dal settembre del 2007, in Coppa Continentale ha esordito il 14 settembre 2008 a Lillehammer (non classificato) e ha colto il primo podio il 7 febbraio 2015 a Brotterode (3º). In Coppa del Mondo ha esordito il 25 gennaio 2014 a Sapporo (48º) e ha ottenuto l'unico podio il 12 dicembre 2015 a Nižnij Tagil (3º).
In carriera non ha partecipato né a rassegne olimpiche né iridate.

## Palmarès

### Coppa del Mondo
- Miglior piazzamento in classifica generale: 20º nel 2016
- 1 podio (individuale):
  - 1 terzo posto

### Coppa Continentale
- Miglior piazzamento in classifica generale: 37º nel 2015
- 2 podi:
  - 2 terzi posti